# Werner Meister
Werner Meister (* 31. Oktober 1889 in Rüegsau; † 18. September 1969 in Sumiswald, heimatberechtigt in Sumiswald) war ein Schweizer Politiker (BGB).

## Leben
Werner Meister kam am 31. Oktober 1889 in Rüegsau als Sohn des Jakob Meister und der Karoline Rosina geborene Zollinger zur Welt. Meister übernahm schon in jungen Jahren die kaufmännische Leitung im Familienunternehmen Meister & Cie. AG, einer Bindfaden- und Schlauchwebereifabrik. Er war verheiratet mit Alice Lina Julie, der Tochter des Unternehmers und Politikers Jules Manigley. Werner Meister starb am 18. September 1969 knapp vor Vollendung des 80. Lebensjahres in Sumiswald.

## Politische Laufbahn
Meister amtierte als Gemeindepräsident von Rüegsau. Dazu vertrat er die BGB von 1929 bis 1946 im Berner Grossrat. Darüber hinaus nahm er von 1946 bis 1959 Einsitz in den Nationalrat. Ausserdem gehörte er zwischen 1946 und 1953 als zweiter Vizepräsident dem leitenden Ausschuss der Berner Kantonalpartei an. Sein Engagement galt der Sozialpolitik, insbesondere der AHV.